# Stenorynchus spinifer
Stenorynchus spinifer is een krabbensoort. De wetenschappelijke naam van de soort is voor het eerst geldig gepubliceerd in 1886 door Miers.